# Ущаповський Василь Андрійович
Васи́ль Андрі́йович Ущапо́вський (15 серпня 1955) — український футбольний тренер, відомий завдяки роботі у складі овідіопольського «Дністра».

## Життєпис
Василь Ущаповський очолював аматорський футбольний клуб «Хіммаш» (Коростень). Згодом тренував дітей в овідіопольському ДЮСШ. Серед його вихованців слід відзначити багаторічного капітана «Олександрії» Андрія Запорожана та сина тренера — Андрія Ущаповського.
З 1992 по 1997 рік входив до тренерського штабу овідіопольського «Дністра». З 1997 року — головний тренер команди. Разом з командою здобув чотири «золота» чемпіонату Одеської області, двічі перемагав у Кубку Одещини, а у 1999 році став переможцем аматорського чемпіонату України з футболу. В сезоні 2006/07 привів команду до чемпіонства у другій лізі, що дозволило «Дністру» підвищитися у класі. Того ж року залишив команду.

## Досягнення
- Переможець групи «А» другої ліги чемпіонату України (1): 2006/07
- Переможець аматорського чемпіонату України (1): 1999

## Сім'я
- Син — Андрій Ущаповський (1982 р.н), український футболіст та футбольний тренер.